# Carlo Chiaves
Carlo Chiaves (Torino, 28 novembre 1882 – Torino, 16 maggio 1919) è stato un poeta e giornalista italiano.

## Biografia
Nato a Torino nel 1882, figlio del poeta e giornalista Desiderato, senatore e deputato del Regno d'Italia nonché ministro dell'interno nel terzo governo La Marmora, Carlo si laureò in giurisprudenza ma non volle mai esercitare la professione forense
Come giornalista collaborò con il quotidiano La Stampa e con il Corriere dei piccoli.
Dotato di una personalità brillante e di una conversazione vivace e briosa, frequentò con successo i salotti torinesi del suo tempo. Amico dei poeti Guido Gozzano e Amalia Guglielminetti, nel 1910 pubblicò una raccolta di liriche dal titolo Sogno e ironia. Il volume, edito dalla casa editrice Lattes, fu recensito favorevolmente sul quotidiano La Stampa dal critico letterario Giuseppe Antonio Borgese che, accostando lo stile di Chiaves a quello di Fausto Maria Martini e Marino Moretti, usò l'espressione poesia crepuscolare, coniando un termine che fu poi utilizzato per definire la corrispondente corrente letteraria. Nel 1971, a cura dello storico della letteratura Giuseppe Farinelli, sono state pubblicate tutte le sue composizioni poetiche, edite e inedite.
Qualche suo lavoro per il teatro non ebbe molto rilievo. Le sue commedie inedite sono state pubblicate nel 1972 a cura di Angelo Raffaele Pupino Fu autore anche della sceneggiatura di un film, Amleto del 1923, interpretato da Ruggero Ruggeri e diretto da Eleuterio Rodolfi.
Morì prematuramente nel 1919, a trentasei anni, nella sua città natale.